# Jaime Valdivielso de Cué
Jaime Valdivielso de Cué (ur. 8 marca 1940 w Llodio, zm. 14 marca 2016) – hiszpański polityk, przedsiębiorca, w latach 1994–2004 eurodeputowany.

## Życiorys
Z wykształcenia prawnik, studiował też psychologię i zarządzanie. Zajął się działalnością gospodarczą w branży handlowej. W 1982 stanął na czele izby handlu i przemysłu prowincji Araba, został też członkiem władz krajowych zrzeszenia hiszpańskich izb handlowych.
W wyborach w 1994 i 1999 z listy Partii Ludowej uzyskiwał mandat posła do Parlamentu Europejskiego IV i V kadencji. Należał do grupy chadeckiej, pracował w Komisji Przemysłu, Handlu Zewnętrznego, Badań Naukowych i Energii (od 2002 jako jej wiceprzewodniczący). W PE zasiadał do 2004.